# Arvicanthis ansorgei
Arvicanthis ansorgei är en gnagare i släktet gräsråttor som förekommer i Afrika. Populationen infogades tidigare som synonym i Arvicanthis niloticus. Arterna skiljer sig främst i sina genetiska egenskaper.
Pälsen på ovansidan bildas av hår som är mörkbrun vid roten, ljusbrun till gul i mitten och svart vid spetsen. Djurets rygg har därför en brunaktig färg med flera gula eller svarta fläckar. Vid bakkroppen och på främre delen av svansen förekommer ibland en rödaktig skugga. Undersidan är täckt av ljusgrå till vit päls. Arten har avrundade rödaktiga öron. Lillfingret är mycket litet. Svansen är något kortare än huvud och bål tillsammans med mörk ovansida och ljusbrun till vit undersida. Arvicanthis ansorgei saknar rännor i de övre framtänderna. Kroppslängden (huvud och bål) är 128 till 182 mm, svansen är 102 till 169 mm lång och vikten är 70 till 219 g. Arten har 28 till 38 mm långa bakfötter och 16 till 22 mm stora öron.
Denna gnagare lever i västra Afrika från Gambia och Guinea i väst till centrala Mali och Burkina Faso i öst. Den vistas i savanner med gräs och buskar och den besöker ofta jordbruksmark. Arten listas av IUCN som livskraftig (LC).
Antagligen är arten främst växtätare. Honor och hanar lever tillsammans i kolonier. Per kull föds ungefär fem ungar.